# Kavalergang
Kavalergangen er området imellem en kvindes bryster over brystbenet (sternum). Den fremhæves, når kvinden har tøj med en lav halsudskæring.
I nogle kulturer anses en kavalergang for at være æstetisk eller erotisk attraktivt og kan forbindes med beklædningsgenstande med lave halsudskæringer, som udstiller eller fremhæver kavalergangen: kjoler, lingeri eller badetøj. I disse kulturer har kvinder i historiens løb forsøgt at øge deres fysiske attraktivitet og femininitet inden for de rammer, der bestemmes af tidens og stedets skiftende modestrømninger og sociokulturelle normer om anstændighed. De metoder, der anses for passende, har kunnet indebære fremhævelse og delvis fremvisning af brysterne, herunder kavalergangen. I nogle kulturer er fremvisning af kavalergangen tabuiseret, ulovlig eller ildeset.

## Etymologi
Ordet "kavalergang" har været kendt på dansk før 1915 og blev tidligere regnet for et slangord. Det er imidlertid ikke lykkedes sprogforskere at finde den endegyldige forklaring på, hvordan selve ordet er opstået, eller hvilken forbindelse der er fra begrebet kavaler til ordet kavalergang, men en mulig forklaring er, at ordet kavaler undertiden forbindes med noget seksuelt, bl.a. i slangordene "kavalerbestik" og "kavalersæt", der inden for Søværnet angiveligt har været brugt om et sæt præventionsmidler. En parallel til ordet findes i det schweizertyske "Studenten-Gässli" (en lille studentergang), der betyder det samme som kavalergang.
Et forslag er, at kavalergangen fysisk medvirkede til seksuel udløsning for unge underordnede, der ikke nød de fornemme herres adgang til samleje.

## Kulturelt

### Vestlig kultur
Mange kvinder og mænd i vestlige kulturer ser bryster som en vigtig del af kvinders sekundære kønskarakterer. og et vigtig side af femininiteten, og mange kvinder bruger en nedringning, der fremviser kavalergangen, som led i deres fysiske og seksuelle attraktivitet og for at styrke fornemmelsen af femininitet. Fremvisning af en kavalergang anses ofte for et led i kvindelig flirt eller forførelse såvel som et æstetisk og erotisk virkemiddel. De fleste mænd finder seksuelt behag i synet af en kvindes kavalergang, og nogle finder behag i, at deres kvindelige partner fremviser kavalergangen. Når kavalergangen forstærkes med en pushup-bh eller fremvises ved en lav halsudskæring, kan det tiltrække opmærksomhed. I løbet af ungdommen bliver nogle piger stærkt optaget af brysternes form og af kavalergangen. Brugen af tætsiddende tøj og fremvisningen af kavalergangen er blevet anført som årsagen til en vækst i brystfetichisme og atypisk parafili.
I Vesten er der forskellig opfattelse af, hvor meget kavalergang det er acceptabelt at fremvise i det offentlige rum. Hvor meget en kvinde kan fremvise sine bryster i nutidens vestlige samfund, afhænger af den sociale og kulturelle kontekst. Fremvisning af kavalergang eller andre dele af kvindens bryst anses af nogle for upassende eller endog forbudt i henhold til bestemte påklædningsregler, eksempelvis på arbejdspladser, i kirker og på skoler, mens det i andre sammenhænge kan anses for tilladt eller ligefrem ønskværdigt at fremvise så meget kavalergang som muligt. Fremvisning af brystvorter eller areola anses næsten altid for dristigt og i visse sammenhænge for uanstændigt eller upassende.

### Anstændighed
Nogle kulturer har misbilliget kavalergang eller enhver antydning af en barm. Blandt puritanerne i England brugte man et stramt snøreliv for at gøre brystet helt fladt, mens man i 1600-tallets Spanien anbragte blyplader over unge pigers bryster for at hindre dem i at vokse.
I Koranen siges direkte, at de troende kvinder "skal lægge deres hovedslør hen over deres halsudskæring". Verset henviser til, at kvinder gik med tøj, der var åbent foran for at fremvise deres bryster. Senere blev det fortolket som omhandlende en fuldstændig tildækning af kvindekroppen. I den muslimske verden i begyndelsen af det 21. århundrede er verset lovmæssigt implementeret på forskellige måder. I Saudi-Arabien og Afghanistan kræves det, at kvinder tildækker deres krop og ansigt fuldstændigt. Iransk lov kræver en chador eller hijab. I Ægypten betragtes fremvisning af kavalergang i medierne på samme måde som nøgenhed.

### Evolutionsbiologiske teorier
Området imellem brysterne er muligvis epicentret for vækkelse af seksuel interesse; bryster og balder ligner hinanden og anses for meget seksuelt ladede. Den britiske zoolog og etnolog Desmond Morris har fremsat den teori, at kavalergangen er et seksuelt signal, der efterligner billedet af kløften imellem balderne. At vrikke med bagdelen er et parringstegn hos aber. Hos mennesket er kvindens kønsorganer formindsket, og den oprette kropsholdning formindsker baldernes synlighed, hvorimod brysternes størrelse er forøget betydeligt. Evolutionsbiologiske teoretikere har fremsat hypoteser om, at denne evolutionære udvikling har bevirket, at kvindens måde at udvise parringslyst og attraktivitet har forandret sig fra den vrikkende numse til brysternes og dermed kavalergangens frithængende form.
Evolutionspsykologer har fremsat teorier om, at menneskers permanent forstørrede bryster (i modsætning til hos andre primater, hvor brysterne kun forstørres under ægløsning) gør det muligt for kvinder at tiltrække mandlig opmærksomhed og interesse også uden for den egentlige fertilitetsperiode, selvom Morris bemærker, at der i de seneste år har været en trend i retning af genformindskelse af brystforstørrelser. Ifølge socialhistorikeren David Kunzle er indsnævring af taljen og nedringning den vestlige klædedragts primære seksualiseringsmetode. Ved indgangen til det 21. århundrede er der sket et skifte, således at den opmærksomhed, der hidtil blev udvist over for bryster og kavalergang, nu i højere grad rettes mod balderne, særligt i medierne.

## Vestlig historie

### Antikken
I 2600 f.Kr. blev prinsesse Nofret fra Ægyptens fjerde dynasti afbilledet i en kjole med V-udskæring med en nedringning, der viste kavalergang, og i 1600 f.Kr. blev statuetter af slangegudinder hos minoerne formet med dragter, der var åbne fortil og afslørede brysterne. Den græske gudinde Hera bar en tidlig udgave af en pushup-bh, der i Iliaden beskrives som pyntet med gyldne brocher og hundredvis af kvaste for at forøge hendes kavalergang med henblik på at aflede Zeus' opmærksomhed fra den trojanske krig.

I Bibelen optræder kavalergangen i Højsangen i Det Gamle Testamente, hvor den kvindelige part (Shulamit) siger:
"Min elskede er et myrrabundt,
der hviler mellem mine bryster" (Højs 1,13)

### Middelalderen
Nedringning var en del af klædedragten i senmiddelalderen. Dette fortsatte indtil den victorianske tid. Kjoler, der afslørede en kvindes hals og toppen af hendes bryst var meget almindelige og ukontroversielle i Europa mindst fra begyndelsen af 1000-tallet og indtil den victorianske periode i 1800-tallet. Bal- eller aftenkjoler havde i særlig grad en dyb udringning, der var udformet med henblik på at fremhæve kavalergangen.
I 1300-tallet blev halsudskæringen lavere, tøjet blev strammere, og brysterne blev i højere grad vist frem. I renæssancen indførtes korsettet. Brysterne blev trykket op, klemt sammen og formet til faste, fremskudte udsmykninger, der fremhævede brysterne mest muligt. Agnès Sorel (Karl 7. af Frankrigs elskerinde) er blevet tilskrevet at være ophav til en ny modestrømning i 1450, da hun bar kjoler med en dyb, firkantet udringning og fuldt blottede bryster ved det franske hof. Også andre adelskvinder i samtiden blev malet med blottede bryster som Simonetta Vespucci, der blev malet af Piero di Cosimo.

### Tidlig moderne tid
I mange europæiske samfund imellem renæssancen og 1800-tallet var det mere acceptabelt at gå med tøj med lav halsudskæring end i dag; derimod blev kvindens bare ben, ankler og skuldre anset for mere vovede end blottede bryster. Blandt adelen og overklassen blev fremvisningen af bryster undertiden betragtet som et statussymbol, et tegn på skønhed, rigdom eller social position. Det bare bryst fremkaldte endda associationer til de nøgne skulpturer i oldtidens Grækenland, som påvirkede periodens billedkunst og arkitektur.
I løbet af 1500-tallet blev kvindemoden med blottede bryster almindelig i samfundet: fra dronninger til prostituerede. Anne af Bretagne er også blevet malet iført en dragt med en firkantet halsudskæring. Lave udringninger var populære i 1600-tallets England, og selv Maria 2. af England og Henriette Marie af Frankrig, hustru til Karl 1. af England, blev set med fuldt blotte bryster. Arkitekten Inigo Jones designede et maskekostume til Henriette Marie, der helt afslørede hendes bryster. I perioden fra 1795 til 1820 viste mange kvinder deres bare hals, bryst og skuldre. Anna af Østrig og de kvindelige medlemmer af hendes hof var kendt for at bære meget stramme snøreliv og korsetter, der tvang brysterne sammen for at frembringe tydeligere kavalergange, samt meget dybe halsudskæringer, der blottede brysterne næsten fuldstændigt over areola og med smykker hængende i kavalergangen for at fremhæve den.

### Moderne tid
I den victorianske tid krævede de sociale normer, at kvinder tildækkede deres bryst. Høje kraver var almindelige i dagligtøjet. Mod den victorianske tids afslutning (i slutningen af 1800-tallet) var den høje krave på mode, selvom kjoler med udringning kunne bæres ved formelle anledninger. I den franske oplysningstid blev det debatteret, om en kvindes bryster blot var en sanselig fristelse eller snarere en naturens gave fra mor til barn. I Alexandre Guillaume Mouslier de Moissys skuespil fra 1771, Den sande moder (La Vraie Mère) bebrejder hovedpersonen sin mand, at han kun behandler hende som et objekt for seksuel tilfredsstillelse: "Er dine sanser så plumpe, at du ser på disse bryster – naturens prisværdige gaver – blot som en udsmykning, der skal pryde kvindens bryst?" Næsten et århundrede senere, ligeledes i Frankrig, blev en mand fra provinsen, der deltog i et hofbal i Tuilerierne i Paris i 1855, dybt chokeret over de nedringede kjoler og siges at have udbrudt: "Jeg har ikke set noget lignende, siden jeg blev vænnet fra!"
I 1884 blev Portræt af Madame X, et maleri af John Singer Sargent forestillende den amerikanskfødte pariserkendis Virginie Amélie Avegno Gautreau, genstand for kritik, fordi det fremstillede hende i en glat kjole, der fremviste en skandaløs kavalergang, og hendes højre skulderstrop var faldet ned. Kontroversen var så omfattende, da billedet blev vist på Parisersalonens kunstudstilling i 1884, at Sargent omarbejdede maleriet for at fjerne skulderstroppen fra hendes arm og flytte den op til skulderen, og han forlod Paris og tog til London samme år. I 1908 blev der reklameret for en gummimåtte eller "brystform" til under forsiden af korsettet at gøre kavalergangen næsten fuldkommen usynlig.
Kirkefolk i hele verden blev chokerede, da det omkring 1913 blev moderne med kjoler med beskedne runde eller V-formede halsudskæringer. I Tyskland gik alle romerskkatolske biskopper eksempelvis sammen om at udsende et hyrdebrev, der angreb den nye mode. Moden blev mere tilbageholdende med hensyn til nedringning, mens blottelse af benene blev mere acceptabelt i vestlige samfund under Første Verdenskrig, hvilket ikke ændrede sig i næsten et halvt århundrede.

### 20. århundrede
I 1953 var Hollywood-filmen The French Line i strid med Hays Code (en lov om moralsk standard for film) på grund af billederne af Jane Russells bryster i badekarret og hendes kavalergang. Men andre skuespillerinder trodsede tidens normer; for eksempel fremkaldte Gina Lollobrigida hævede øjenbryn med sin berømte kjole med lav halsudskæring i 1960. Andre berømtheder, optrædende kunstnere og modeller fulgte trop, og offentligheden var ikke langt bagefter. Skiftende modestrømninger gik i retning af fremvisning af kavalergang i film og tv med ledende stjerner som Jane Russell og Elizabeth Taylor, og i hverdagslivet blev kjoler med dyb udskæring meget almindelige, selv til mere afslappet brug. En kort overgang dukkede topløse kjoledesign op ved modeshows, men dem, der bar kjolerne i offentligheden, blev arresteret og anklaget for blufærdighedskrænkelse. Wonderbraen blev skabt i 1964 af Louise Poirier for Canadelle, et canadisk undertøjsfirma. Den havde 54 forskellige designelementer, der løftede og støttede brystet, samtidig med at den skabte en dyb kavalergang..
Idealerne for bryster og kavalergang har også udviklet sig i anden halvdel af det 20. århundrede med ny teknik til at forstærke indtrykket af kavalergangen. I 1950'erne var den foretrukne form spids i overensstemmelse med tidens science fiction-look; i 1960'erne skiftede den til en elegant runding, og fra 1990'erne er det nøgne, pumpede look slået igennem.

### 21. århundrede
Det 21. århundredes kvindemode, særligt ved formelle anledninger, har i stigende grad indebåret kjoledesign med lav udskæring, som fremviser kavalergangen. Sådanne kjoledesign har været mest iøjnefaldende ved forskellige prisoverrækkelser, såsom Oscaruddelingen 2016.
Fremvisning af kavalergang kan stadig være kontroversielt. I USA har medarbejdere ved Southwest Airlines ved to forskellige lejligheder bedt passagerer om at ændre deres påklædning, om at tage en sweater på eller om at forlade flyet, fordi personalet ikke fandt kavalergangen passende. I British Columbia blev en ung kvinde sendt hjem fra sit gymnasium, fordi hun bar en top, som rektoren bedømte som upassende, fordi den viste for meget kavalergang.
Tysklands forbundskansler Angela Merkel skabte kontrovers, da hun bar en aftenkjole med dyb udskæring i operahuset i Oslo i 2008, og Hillary Clinton og den daværende britiske indenrigsminister Jacqui Smith påkaldte sig opmærksomhed, da de bar trøjer med lav udskæring, som viste lidt kavalergang. Vera Lengsfeld, en CDU-kandidat fra berlinerbydelen Friedrichshain-Kreuzberg, brugte nedringede billeder af sig selv og Angela Merkel under sin valgkampagne; hun ophængte 750 provokerende valgplakater med sloganet "Vi har mere at byde på"; plakaterne havde en positiv virkning.
I Danmark har politikeren Nikita Klæstrup vakt både inden- og udenlandsk opmærksomhed og kritik ved aktiv brug af sin kavalergang.

## Forøgelse af kavalergangen
Kvinder har i historiens løb brugt forskellige metoder for at forøge deres fysiske attraktivitet og femininitet, herunder fremhævelsen og fremvisningen af kavalergangen.

### Undertøj
Korsetter, der forøgede kavalergangen, blev introduceret i midten af 1500-tallet. I slutningen af 1700-tallet trykkede de kavalergangsforstørrende korsetter brysterne opad på voldsommere måder. Korsetternes tætte snøring i 1800- og begyndelsen af 1900-tallet fremhævede både kavalergangen og brysternes og hofternes størrelse. Særligt aften- og balkjoler blev designet med henblik på at fremvise og fremhæve kavalergangen.
Da korsetter gik af mode, hjalp brystholdere og indlæg med til at fremhæve og fremvise brysterne. I 1893 tildeltes Marie Tucek fra New York patent på en "bryststøtte", der blev beskrevet som et modificeret korset, og som havde stor lighed med en moderne pushup-bh, der er designet til at understøtte brysterne. "Bryststøtten" bestod af en plade af metal, pap eller et andet stift materiale, der var udformet, så det passede på kroppen under brysterne og fulgte disses kontur. Den var dækket med silke, lærred eller andet stof, som gik ud over pladen og dannede en lomme til hvert bryst. Pladen fulgte kroppens runding og sluttede i nærheden af armhulerne.
Udviklingen af bøjle-bh'en begyndte i 1930'erne,, selvom den ikke opnået udbredt popularitet før 1950'erne, da Anden Verdenskrigs afslutning frigjorde metal fra forsvarsindustrien til brug for forbrugerprodukter. Piloten og filmskaberen Howard Hughes designede en prototype til en aerodynamisk bøjle-bh for Jane Russell under optagelserne til The Outlaw i 1941. Ifølge Hughes resulterede den i en kavalergang, der målte mere end 13 cm (5,25 tommer). Adskillige bh-producenter fremstiller pushup- og andre bh'er, der forøger kavalergangen. Producenten Frederick's of Hollywood introducerede et design kaldet Hollywood Extreme Cleavage Bra, der skulle give indtryk af samme kugleformede kavalergang som ved kunstigt forstørrede bryster af den type, der blev gjort populære af bl.a. Pamela Anderson.

### Klisterbånd
Mange kvinder, eksempelvis deltagere i skønhedskonkurrencer og transkønnede personer, skaber kavalergang ved hjælp af klisterbånd under og henover deres bryst for at presse brysterne fremad og trykke dem tæt sammen og op. Der anvendes forskellige slags klisterbånd, herunder kirurgisk tape og sportstape. Nogle bruger også en strimmel moleskin under brysterne med tape for enden for at holde det på plads. Brug af forkerte teknikker eller klisterbånd med for kraftig klæbevirkning kan forårsage skader som sår, blister eller afrevet hud.

### Kirurgi
Større bryster er lettere at trykke sammen for at fremhæve fordybningen imellem dem. Nogle kvinder med flad barm føler deres selvværd påvirket af deres små bryster og ønsker at forøge deres seksuelle attraktivitet ved at få foretaget brystforstørrelse. Den gennemsnitlige bryststørrelse er forøget fra 34B til 36C siden 1970'erne, og tøjstilen er blevet mindre i størrelse og mere tætsluttende.
Ved brystrekonstruktion og ved brystkirurgi af æstetiske grunde er der to typer brystimplantater: implantater fyldt med en steril saltopløsning og silikoneimplantater fyldt med tyktflydende silikonegele. Hvis en kirurg forsøger at skabe en kavalergang eller forøge dens omfang ved at løsne brysternes mellemste kanter, kan det resultere i, at begge brysters væv flyder sammen hen over midterlinjen foran brystbenet (sternum), så der mangler en klart afgrænset kavalergang (symmasti). I almindelighed sker brystrekonstruktioner efter procedurer, der har til hensigt at bevare en naturlig kavalergang.

### Træning
Regelmæssig træning af brystområdets muskler og fibre, der ligger under brystets fedtvæv, er med til at forebygge hængende bryster og kan give indtryk af større og fastere bryster og forøget kavalergang. Vægttræning, brug af træningsudstyr, armstrækninger og brystøvelser anses for virkningsfulde, ligesom mange andre typer øvelser, herunder roning og basketball. Ved nogle typer af øvelser udsættes bryster, der ikke understøttes af en sports-bh, for en forøget risiko for at komme til at hænge.

### Makeup
Med makeup kan kavalergangen give indtryk af større dybde, og brysterne kan se fyldigere ud, hvis der bruges skyggevirkninger. Midten af kavalergangen kan komme til at se dybere ud, hvis der bruges en mørkere makeup-farve end hudens grundtone, mens brystets mest fremtrædende områder (på hver side af kavalergangen) kan komme til at se større eller mere fremskudte ud ved brug af en lysere farve.